# Gahania brunnea
Gahania brunnea é uma espécie de cerambicídeo, com distribuição no Malauí e na África do Sul.